# Helgakviða Hundingsbana II
Second chant de Helgi, meurtrier de Hundingr

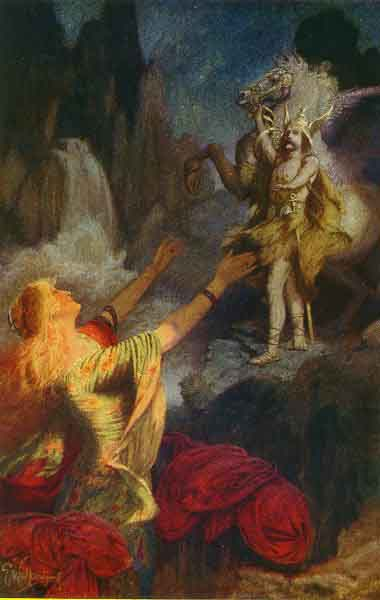
Helgi de retour au Valhalla

Le Helgakviða Hundingsbana II (Second chant de Helgi, meurtrier de Hundingr) est un poème rattaché au recueil de textes de mythologie nordique Edda poétique, trouvé notamment dans le Codex Regius. Il est composé de 51 strophes et plusieurs passages en prose qui servent de narration. Il s'agit d'un des poèmes héroïque du cycle de Helgi, qui comprend aussi Helgakviða Hundingsbana I et Helgakviða Hjörvarðssonar mais ces poèmes ne se relient pas bien ensemble si ce n'est qu'on retrouve dans chacun un personnage nommé Helgi Hundingsbane et des thèmes similaires.

## Source
Le poème eddique est préservé dans le Codex Regius du XIIIe siècle et daterait du IXe siècle ou XXe siècle. Il semble antérieur au Helgakviða Hundingsbana I, du fait notamment de la présence de Sigrún en valkyrie.
Dans le Codex Regius, la joute verbale (19-24), reprise du Helgakviða Hundingsbana I, est placée après la bataille opposant Helgi aux fils de Granmarr et parents de Sigrún (25-29), probablement s'agit-il d'un oubli.
L'étude du style, et notamment le nombre de kenningar beaucoup plus important dans les strophes traitant de l'amour entre Helgi et Sigrún, suggère que celles-ci proviennent probablement d'un poème distinct.

## Résumé
Intro : le chant fait de Helgi le fils de Sigmundr et de Borghildr de Brálundr. Élevé par Hagall, il est nommé d’après celui de Helgi Hjörvardsonnar. Alors que les Völsungar et Hundigar se font régulièrement la guerre. Helgi entreprend d’aller espionner la demeure de Hundigr, gardée par son fils Hemingr. Il rencontre un berger en chemin.
1. Il prétend auprès de celui-ci, et à l’attention de Hemingr, qu’Helgi s’est trouvé dans sa demeure sous les traits de Hamall, fils de Hagall.
Hemingr envoie en conséquence des hommes chercher Helgi chez Hagall.
2-4. Afin de se cacher, Helgi prend les traits d’une servante et moud l’orge. Mais bientôt, Blindr (Aveuglant) remarque chez celle-ci une force peu commune. Hagall prétend donc qu’il s’agit de la sœur de Sigarr et de Högni, raison pour laquelle elle a le regard féroce des Ylfingar.
Helgi s’enfuit et vient tuer Hundigr avec sa flotte. Après avoir pillé des terres, il mouille à Brunavágr, où règne Högni. Sa fille Sigrún est valkyrie et réincarnation de Sváva.
5-13. Sigrún interroge Helgi sur les raisons de sa venue, et la direction de son voyage. Il répond avoir combattu et tué, mais Sigrún devine déjà qu’il s’agit d’Helgi, meurtrier de Hundigr, bien que celui-ci ait tenté de garder secrète son identité.
Sigrún est promise à Höddbroddr, le fils du puissant roi de Svarinshaugr. Quand elle l’apprend, elle part à la recherche de Helgi. Celui-ci se repose après avoir combattu et tué plusieurs fils de Hundigr lorsqu’elle le retrouve.
14-18. Elle lui confie son amour, mais également sa crainte de voir sa famille et Höddbroddr la pourchasser. Helgi l’accepte et lui offre sa protection.
Helgi rassemble en conséquence une grande flotte afin de combattre le roi Granmarr. Traversant une tempête en mer, son armée est sauvée par neuf valkyries, parmi lesquelles vole Sigrún. Gudmundr les espionne alors que les bateaux s’approchent du domaine de Granmarr.
19-24. Sinfjötli, fils de Sigmundr, apprend à Gudmundr que c’est Helgi qui débarque là pour mener une guerre. Gudmundr pense à négocier, mais Sinfjötli l’en dissuade et, d’ailleurs, Helgi confirme déjà qu’il vient combattre les fils de Granmarr.
Les fils de Granmarr aussi ont réuni une grande armée, et la bataille fait rage. Helgi y tue de nombreux héros.
25-29. Alors que Sigrún se réjouit de la mort de Höddbroddr, Helgi lui annonce que le destin l’a amené à tuer lui-même Högni. Elle les pleure, et regrette n’avoir pu conserver à la fois son mari et ses parents.
Ils se marièrent. Mais Dagr, seul fils de Högni à avoir survécu en jurant fidélité aux Völsungar, obtient de Oðinn sa lance. À Fjöturlundr (Bosquet-aux-Liens,), il assassine son beau-frère. Il chevauche alors auprès de sa sœur.
3O-38. Dagr apprend la nouvelle à Sigrún, il a dû à contrecœur tuer Helgi. Celle-ci le maudit pour son parjure. Il lui propose alors un royaume et des anneaux en réparation. Elle refuse et loue son mari mort.
39. Helgi est enterré, puis accueilli au Valhöll par Óðinn. Il y insulte Hundingr.
40-42. Mais un soir, une servante s'approchant du tertre de Helgi l'aperçoit chevauchant avec une armée. Celui-ci la rassure, il ne s'agit pas du Ragnarök. Elle s'empresse de prévenir sa maîtresse Sigrún.
43-49. Sigrún s'entretient alors avec Helgi. Elle s'étonne de le voir couvert de sang, il se plaint de ses larmes. Elle prépare un lit et dort auprès de son mari. Mais bientôt il doit repartir pour la salle d'Óðinn, empruntant le chemin de Hel.
50-51. Le lendemain, Sigrún revient. Au coucher du soleil, elle comprend toutefois que son mari ne reviendra pas.
La prose finale raconte que Sigrún ne survécu pas longtemps, minée par le chagrin. Elle évoque une vieille croyance selon laquelle Helgi et Sigrún se seraient respectivement réincarnés en Helgi Haddingjaskati et Kára. Le lai de Kará en ferait une valkyrie, fille de Halfdan.